# Pseudautomeris quadridentata
Pseudautomeris quadridentata är en fjärilsart som beskrevs av Kirby 1892. Pseudautomeris quadridentata ingår i släktet Pseudautomeris och familjen påfågelsspinnare. Inga underarter finns listade i Catalogue of Life.